# Sandro Somarè
Sandro Somarè (Milano, 1929 – Lucca, 2012) è stato un pittore e gallerista italiano.

## Biografia

### Origini e formazione
Sandro Somarè nacque a Milano nel 1929 da una famiglia non poco importante: era figlio di Enrico Somarè, celebre critico d'arte esperto della Pittura Italiana dell’Ottocento e nipote, da parte di madre, di Cesare e Guido Tallone, protagonisti della Scapigliatura e della ritrattistica lombarda fra Ottocento e Novecento.
Dopo esperienze come attore nei film di Alberto Lattuada (Il cappotto, 1952 e La spiaggia, 1954) e di Raffaello Matarazzo (Vortice, 1953), nel 1954 iniziò a dipingere da autodidatta a Roma.
Nonostante nella seconda metà della sua vita operasse soprattutto a Parigi, Somarè rimase sempre legato a Milano e alla sua cultura, in parte per le sue origini familiari e in parte per il contesto culturale in cui si formò. Fece parte infatti di quel gruppo di artisti ed intellettuali che tra gli anni cinquanta e sessanta affollavano il quartiere di Brera, in particolare il Bar Jamaica, in un clima di grande fervore artistico: tra questi, Lucio Fontana, Piero Manzoni, ma anche Giovanni Dova, Aldo Bergolli e Mario Rossello. .
Dopo i primi lavori densi di “efflorescenze geometriche” ma allo stesso tempo poetici, negli anni sessanta Somarè creò dipinti, alcuni dei quali intitolati Autoritratto in un tempo e in uno spazio particolari, caratterizzati da forme astratte che emergono da una luce fredda e diffusa, al fine di attuare una ricerca attraverso l'analisi dello spazio, del tempo e della luce. All'epoca firmava le sue tele Sandro Tallone per distinguersi dal fratello maggiore, Guido Somarè, anch'egli artista.
Nel 1957 tenne la sua prima mostra personale, presentata da Emilio Tadini, alla Galleria Selecta di Roma, diretta da Carlo Cardazzo e Vittorio Del Gaizo; nel 1960 espose alla Galleria dell'Ariete a Milano. 
Nel 1964 Somarè riaprì la Galleria Milano con il fratello Guido, Aldo Bergollo, Gianni Dova e Mario Rossello: la galleria, fondata nel 1928 dal padre Enrico Somarè, era stata chiusa poco prima della Seconda Guerra mondiale. Nel 1965, 1967 e 1969 terrà qui alcune mostre personali.
Nel 1957 ottenne il terzo Premio San Fedele a Milano e l'anno successivo si classificò al secondo posto al Premio Spoleto. Nel 1962 partecipò alla mostra Nuove prospettive dell'arte italiana a Palazzo Re Enzo di Bologna. Nel 1964 partecipa alla Triennale a Milano e nel 1965 fu tra i cinque pittori ad esporre nella storica Galleria Michaud a Firenze e alla Galleria del Cavallino di Venezia.

### Anni Settanta
Le opere degli anni settanta sono particolarmente materiche e vertono sull'utilizzo del “ceracolor”, un miscuglio di tempere, colle e pastelli che rendono profondi e avvolgenti i toni e il colore. “Il ceracolor – affermava l'artista – è un materiale impossibile da correggere che mi obbligava a decidere mentalmente in anticipo tutto il lavoro”. Queste opere, sempre astratte, hanno come soggetto principale Milano, rappresentata negli scorci di città e nei suoi elementi più caratteristici come il Duomo, ma anche nelle scene di vita quotidiana, negli androni delle vecchie case milanesi (Vetrate) e nelle Stanze di uffici e alberghi, tutte caratterizzate da toni grigi e monocromi in cui spesso spiccano bagliori di rosa e blu, verde e ruggine, tipici degli edifici e dei cieli milanesi. Si percepisce in questi lavori il forte legame di Somarè con Milano e in particolare il suo interesse per lo spazio e per il tempo: in un clima di isolamento e silenzio, le tante architetture raffigurate dall'artista sono protagoniste di un tempo presente, mai passato, permettendo allo spettatore di proiettarsi all'interno. “Somaré usa il colore come un tono delicato, sottile, impregnato di luce, lo stende con minuzia, tocco a tocco, non per contrasti, ma per trapassi, suscita così atmosfere sospese e calme, spazi appena sfiorati da un solitario mistero.”
Nel 1971 tenne personali alla Transart di Milano e nel 1974 alla Galleria Il Naviglio (Milano): nel catalogo della mostra, Patrick Waldberg mise in risalto gli agglomerati di membra e di corpi rosa e avorio che fanno contrasto con i toni grigi e sommessi dello sfondo, caratterizzato da giochi infiniti di luci e ombre.
Agli anni settanta risalgono anche le sue prime esperienze all'estero: a Bruxelles fu presente alla mostra collettiva della Galerie Isy Brachot. Nel 1970, alla Galerie du Dragon di Parigi, tenne la sua prima personale internazionale: il sodalizio con la galleria parigina sarà costante con una serie di mostre personali nel 1973, 1983, 1985, 1990, 1992, 1994 e 1995. 
Nel 1974 allestì una mostra alla Maison del la Culture a Rennes e ad Amien e nel 1978 alla Galerie De La Difference a Bruxelles.

### Dagli anni Ottanta agli anni Duemila

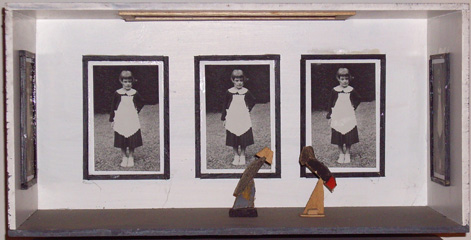
Galleria 20, 1990, assemblaggio, 20 x 40 x 20 cm

Nel 1982 Somarè espose alla Galleria Ferrari di Milano che, nello stesso anno, lo presentò anche al Fiac di Parigi e alla Galleria San Carlo di Genova. Fra il 1987 e il 1995 tenne alcune mostre alla Galleria San Carlo di Milano.
Nel maggio 2006, Milano dedicò ai fratelli Somarè una grande mostra antologica alla Rotonda della Besana: Distanza e prossimità si propose di mostrare le somiglianze e le differenze tra i due fratelli attraverso l'esposizione di cinquanta opere circa per artista fra dipinti e lavori su carta, accomunate da un primo periodo informale e astratto. 
Sandro Somarè morì a Lucca nel giugno del 2012.

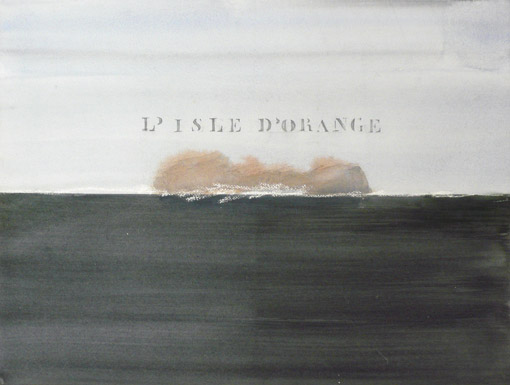
L'isle d'orange, 2011, acquerello

## Omaggi
- Una settimana dopo la sua morte, la Galleria Milano gli dedica la mostra dal titolo Sandro Somarè – Oceano Nox[11] in cui viene presentato un suo lavoro di poco recente sul tema del mare, oltre a una ventina di acquerelli e una cartella di 20 acquerelli tirata in 150 esemplari dedicata a Giorgio Falck. Proprio con Falck, Somarè intraprenderà un viaggio immaginario, esplicato attraverso i lavori esposti in mostra, sulla rotta di James Cook, alla ricerca di un porto sicuro dove i marinai possono sostare e incontrare amici. Le opere rappresentano profili di isole all'orizzonte che emergono in una luce diffusa, circondate da colori del mare e del cielo talvolta delicati, talvolta tempestosi: tra queste, L’Isle d’orange, Baye des Controleurs, Isle de Freewill, Anse des amis[12].

- Nel 2016, un'altra mostra alla Galleria Milano per ricordare Somarè: +1[13], il titolo, sta a indicare i 51 anni passati dalla sua prima personale alla Galleria Selecta di Roma. Al fine di ricreare tutto il suo percorso artistico in una sorta di autobiografia, sono state esposte per l'occasione tele, tempere, disegni, acquerelli, ma anche le cosiddette “scatole” tridimensionali, ovvero delle riproduzioni in miniatura di teatrini, gallerie d'arte e anche televisioni, in cui si muovono figure che sembrano essere in attesa di un accadimento[14].